# Crow
Crow (mn. Crows; Absaroka, Vrane). Prerijsko pleme Siouan Indijancev z reke Yellowstone in njenih pritokov, danes na rezervatu Crow v Montani. Vrane so po poreklu od Hidatsa ali Velikega Trebuha Missourija, od katerih so se ločili nekje med 1400. in 1500. pod imenom Absaroka, oziroma Absároke, v pomenu ‘bird-people’ ali 'crow-, sparrowhak-people’. Zgodnja populacija (1780.) je znašala 4,000; v novejšem času 7,000 (1977.).

## Ime
Crow ali Vrana Indijanci se sami imenujejo Absárok, z imenom, ki označuje ‘narod vran’ ali ‘ptičji narod’, 'bird-people', 'crow-people' ali preprosto 'crow', kar je angleški prevod njihovega imena. Francozi jih prav tako imenujejo s svojim prevodom 'gens des corbeaux’. Hidatsa naziv Kihnatsa, they who refused the paunch, se nanaša na njihovo ločitev od plemena Gros Ventre of the Missouri, ali Velikega Trebuha Prerije. Vendar se najpogosteje imenujejo Vrane tudi v drugih indijanskih jezikih, zato so jim tudi matični Hidatse prevedli njihovo separatistično ime z Par-is-ca-oh-pan-ga, ali  crow people. Isto pomen crow people’ imajo nazivi Šajeni Indijancev O-e'-tun'-i-o, kot tudi Arapaho naziv Hounena, preprosto crow men’. Ne ravno v njihovi soseščini, ime crow’ so jim dali Wyandoti, ki se v njihovem jeziku reče Yax kqa'-a. Crow Indijanci so znani po svojem običaju nošenja zelo dolgih las, ta podatek je ohranjen v imenu Long-haired Indians, ki jim ga je dal Sanford (1819). Sosednja plemena, s katerimi so Vrane prihajale v stik, so bili Mandan, ki so jih imenovali Hahderuka, kar verjetno pomeni isto kot eden od Hidatsa nazivov Haideroka. Prerijski Siksika so jih imenovali Issappo' in Indijanci Yankton Kangitoka. Zahodna Salishan plemena jih prav tako poznajo, to so Okanagan, ki jih imenujejo Stimk; Flathead kot Stémtchi in Kalispel Stémchi.

## Skupine (bande]
Ko so se ločili od matičnih Hidatsa, so se Crowi odpravili na območje reke Yellowstone. Tam so se razdelili na več skupin, ki so po geografskih lokacijah dobile imena River Crows (Dung-On-The-River-Banks) in Mountain Crows. River Crows so naselili ozemlje ob rekah Musselshell in Yellowstone, to je območje južno od Missourija. Imenovali so jih tudi Minë'sepëre ali Black Lodges. Mountain Crows so naselili Zgornji Yellowstone in gorovje Bighorn. Ti so se dejansko razdelili na dve skupini (bandi], ena je Erarapi'o ali Kicked-in-their-Bellies, to so Vrane–Udarejni-v-Trebuh, ki so se potepali po porečju Bighorna v današnjem severnem Wyomingu. Njihovi sorodniki A'c'araho' ali Many-Lodges, včasih tudi Main Camps, so našli bivališče na zgornjem Yellowstonu in v gorovju Bighorn.

## Zgodovina
Vrane so se odcepile od matičnega plemena, ocenjujejo antropologi, nekje med letoma 1400. in 1500.. Jezikoslovci menijo, da se je to moralo zgoditi med letoma 900. in 1000., svoje izračune pa temeljijo na razlikah, ki so nastale med jezikom crow in matičnimi Hidatsa. Sama selitev temelji na legendi o iskanju svetega tobaka, ki ga je s svojimi privrženci začel iskati poglavar ˇ"No Vitals". Tako je prišlo do ločitve od plemena. Poglavar No Vitals (Migration Stories) je s seboj povedel okoli 400 ljudi in se peš odpravil na svojo prvo Odisejo, na območje kanadskega Rocky Mountainsa, v sedanji Alberti.Na to pot so ga vodile vizije, ki jih je imel, vendar se niso uresničile. Toda Vitals ni našel svetega tobaka in se je vrnil domov, v Missouri, da bi doživel nove vizije. Drugič se je odpravil na območje Bighorn Mountains, tam je našel sveti tobak (Nicotiana multivalvis in N. quadrivalvis), rasel je v dolinah Bighorna in njegova majhna skupina se je tja preselila. Crowi so kmalu postali nomadski lovci. Med prvimi so postali lastniki konj in znani trgovci. Konj v Ameriki ni bilo kakih 10.000 let, dobili so jih nekje v 1670-ih letih, bili so arabske in andaluzijske pasme, ki so jih ponovno uvedli španski konkvistadorji. Crowi lepo živijo v novi domovini, prvega belca so videli šele 1743., natančneje brata Verendrye. Leta 1805/6 je skozi njihovo deželo potovala znana ekspedicija Lewisa & Clarka. Nekaj kasneje (1825.) so Crowi podpisali 'prijateljsko pogodbo' [Friendship Treaty] z ZDA, nato pa se je zgodila katastrofa. Med 1843. in 1845. je epidemija črnih koz od 8.000 Indijancev preživelo le 1.000. Miru jim ne dajo niti Sijuksi, nekje 1850 je celotno ozemlje Crowov pod njihovo obleganjem, vendar zaman. Vrane so zmagale. Sijuksi nimajo miru niti naprej, kakih 14 let kasneje (1864.), združeni s Šajeni in Arapahi so poskušali uničiti Vrane. Zgodilo se je 7 milj (11 km) severno od današnjega Pryora v Montani, vendar jim ni uspelo, Vrane so se obranile. Nekje 1868 so Crowi dobili svoj rezervat na nekdanjem plemenskem ozemlju, kjer bodo ostali do danes, njihove sovražnike Siouxe pa čakajo bitke s Custerjem. Zadnji vojni indijanski poglavar v ZDA Joe Medicine Crow je umrl 3. aprila 2016. leta v 102. letu starosti.

## Življenje in običaji Vran
Vrane, kot tudi njihovi sosedje Suji, Assiniboini, itd. so tipični prerijski lovci na bizone in spretni jezdeci. Njihovo bivališče je kožni tipi ali tepee-šotor. Njihovo življenje se je vedno vrtelo okoli konj in bizonov. Obutev, oblačila, šotori, odeje, ščiti, kot tudi hrana, so izvirali iz bizonov. Proces predelave in priprave hrane so prepustili ženskam. Meso so sušili in pripravljali v pemmican, trajno konzervirano hrano. Moška oblačila so sestavljala dva para mokasinov, predpasnik, hlačnice (leggings) do višine stegen in srajca, ki so bili običajno izdelani iz jelenje ali losove kože, ter bizonov plašč. Ženske so nosile dolge obleke brez rokavov in mokasine do pod kolena.
Vera Crowov je šamanska. Eva Lips navaja, kako njihov batse maxpe]pretvarja lubje drevesa v 'konzervirano meso' in se zdravi tako, da pljuva na rane od krogel in te takoj zacelijo. Različne moči šamanov pri Indijancih, pa tudi pri drugih narodih po svetu, so splošno znane in znanstveno nerazložene. Tobak je zelo svet Crow Indijancem, dobili so ga, da bi lahko premagali svoje sovražnike, sadijo ga po ustaljenih ceremonialnih običajih. Ples sonca in 'Medicine Bundle' lahko simbolizirata njihovo prerijsko kulturo.

## Struktura družbe
Dediščina
Vrane so se ločile od Hidatsov ali Minnetarejev, vendar so ohranile njihovo družbeno strukturo. Klan ali 'rod', kot pravi L. H. Morgan, je pri Crowih ostal enak kot pri Hidatsih. Izvor dedovanja, kot tudi prepoved poroke med pripadniki istega klana, sta prav tako enaka. Po informantu Robertu Meldramu, ki je 40 let živel med Crowi in govoril ter razmišljal v njihovem jeziku, bi morali biti podatki, ki jih je Morgan zbral od njega, verodostojni. Po pravilih Crowov o dedovanju premoženja, premoženje, ki ga je ustvarila ali pridobila poročena ženska, po njeni smrti preide na njene otroke. Vendar je treba tukaj omeniti, da bi premoženje njenega moža pripadlo njegovim klanskim sorodnikom. Pri Crowih so obstajala tudi dejanja darovanja, kjer obstajajo tudi zanimivi običaji. Oseba, ki je prejela darilo, če bi umrla, se je po njeni smrti darilo vrnilo klanu darovalca. V primeru, da bi umrl nekdo, ki je dal darilo, bi moral prejemnik darila izvesti neko dejanje žalovanja, to je recimo odrezanje enega prsta roke na pogrebu. Če tega ne izvede, mora darilo vrniti klanu umrlega prijatelja.
Klan
Klan je redko ne-eksogamen, zato tudi Crowi niso izjema. Pravilo o dedovanju velja tudi pri dedovanju klanske pripadnosti, to je matrilinearno in sistem sorodstva, kakršnega imajo Crowi, ni zastopan samo pri njih, ampak ga je mogoče najti po vsem svetu. Ta sistem sorodstva se v strokovni literaturi imenuje po njih sistem 'crow'.
Morgan pri Crowih najde 13 klanov, to so bili:
- 1. A-che-pa-be-cha (Prairie Dog; Prerijski pes).

- 2. E-sach-ka-buk (Bad Leggins; Slabe gamaše).

- 3. Ho-ka-rut-cha (Skunk; tvor).

- 4. Ash bot-chee ah (Treacherous Lodges; Koče prevarantov).

- 5. Ah-shin-na-dg-ah (Lost Lodges; Izgubljeni šotori).

- 6. Ese kep-ka-buk (Bad Honours; Slabe časti).

- 7. Oo-sa-bot-see (Butchers; Mesarji).

- 8. Ah-ha-chick (Moving Lodges; Premikajoče se koče).

- 9. Ship-tet-za (Bear’s Paw Mountain; Gora medvedje šape).

- 10. Ash-kane- na (Blackfoot Lodges; Šotori Črnih nog).

- 11. Boo-a da sha (Fish Catchers; Ribiči).

- 12. 0-hot-du-sha (Antelope; Antilope).

- 13. Pet chale ruh- pa-ka (Raven; Krokarji).

Poroka in odnosi šaljenja
Crow-poroka je razširjena tudi pri številnih drugih tamkajšnjih plemenih, Morgan jih najde pri več kot 40. Posebno pozornost je treba posvetiti sororalni poliginiji. Z ženitvijo ene sestre Crow Indijanec avtomatično pridobi pravico do vseh ostalih njenih sester, ko te dosežejo spolno zrelost. Seveda to v praksi ni vedno tako, vendar je imel pravico vztrajati, da to svojo pravico tudi uresniči. Dolžnost je bila vse te ženske prehraniti in vzdrževati, to je glavni razlog, zakaj je bilo to v praksi redko.
Obstajajo tudi posebni običaji šaljenja med pripadniki drugih klanov, to so sinovi moških iz klana njegovega očeta, s katerimi je posredno povezan preko očetovega klana in z njimi je v odnosih šaljenja. Pogosto so to žaljive pripombe, ki se lahko izrečejo križnim sorodnikom, vendar jih je treba sprejeti brez užaljenosti.